# 不動院 (徳島県松茂町)
不動院（ふどういん）は、徳島県板野郡松茂町広島字宮ノ後に位置する高野山真言宗の寺院である。山号は海辺山。本尊は不動明王。新四国曼荼羅霊場第3番札所。

## 歴史
寛文年間（1661年-1673年）に宥真が巡錫の際、三好長治の念持仏であった不動明王を本尊に安置。後に一寺を建立した。
1901年（明治34年）に成田山のご分身を勧請し「身代わり不動」の信仰を集めた。

## 文化財
- 下西国三十三ヶ所一番霊場の絵天井（松茂町指定有形文化財） - 1986年（昭和61年）3月25日指定
不動院第11世住職の金亀義雄が西国三十三所の霊場を巡り、各霊場の砂を持ち帰ってミニ霊場の下西国三十三ヶ所を建立した。

## 前後の札所
新四国曼荼羅霊場
2番 長谷寺 -- 3番 不動院 -- 4番 潮明寺

## 交通
- 徳島自動車道「徳島インターチェンジ」より車で約20分。